# Veliger
Il veliger (dal latino velĭger "che porta vele")  è una forma larvale tipica dei molluschi. È simile alla trocofora, ma è più evoluto e complicato di questa.

## Descrizione

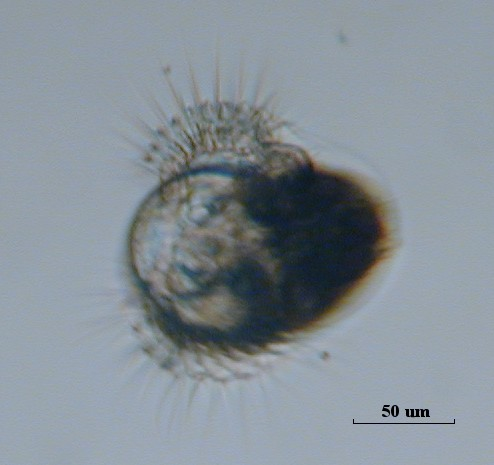
Veliger della Dolabrifera dolabrifera

La larva veliger ha un'ipertrofia della zona pre-orale che forma due lobi ciliati caratterizzanti il cosiddetto velum. Queste ciglia giocano un ruolo fondamentale nella locomozione dell'animale oltreché nella sua alimentazione. Nella regione posteriore, la larva presenta un piede ruvido e un guscio unito o bivalve, come nel caso dei lamellibranchi. Il veliger è circondato da un guscio sottile e trasparente.  Nella maggior parte dei casi la metamorfosi del veliger si compie durante la vita pelagica di questa larva, che è fra i più attivi organismi del plancton marino.

## Vita
Ha una dieta microfaga. La metamorfosi avviene per riassorbimento del velum. La larva precipita quindi sul fondo dell'acqua per completare la sua metamorfosi. In alcuni molluschi lamellibranchi questa fase è seguita da un'altra fase larvale glochiale.